# Heterostegane monilifera
Heterostegane monilifera är en fjärilsart som beskrevs av Louis Beethoven Prout 1915. Heterostegane monilifera ingår i släktet Heterostegane och familjen mätare. Inga underarter finns listade i Catalogue of Life.